# Skydive Dubai-Al Ahli
L'equip Skydive Dubai-Al Ahli és un equip ciclista professional dels Emirats Àrabs Units de categoria continental. Creat el 2014, l'any següent guanyà la classificació per equips a l'UCI Àfrica Tour.

## Principals resultats
- Melaka Chief Minister's Cup: Alexandru Pliușchin (2014)
- Tour de Kumano: Francisco Mancebo (2014)
- Sharjah International Cycling Tour: Alexandru Pliușchin (2014), Soufiane Haddi (2015)
- Jelajah Malaysia: Rafaâ Chtioui (2014), Francisco Mancebo (2015)
- Volta a Egipte: Francisco Mancebo (2015)
- Tropicale Amissa Bongo: Rafaâ Chtioui (2015)
- UAE Cup: Maher Hasnaoui (2015)
- Tour de Al Zubarah: Maher Hasnaoui (2015)

### A les grans voltes
- Giro d'Itàlia
  - 0 participacions
- Tour de França
  - 0 participacions
- Volta a Espanya
  - 0 participacions

## Classificacions UCI
L'equip participa en les proves dels circuits continentals.
UCI Àfrica Tour
| Temporada | Classificació per equips | Millor ciclista en la classificació individual |
| --------- | ------------------------ | ---------------------------------------------- |
| 2014      | 9è                       | Rafaâ Chtioui (46è)                            |
| 2015      | 1r                       | Rafaâ Chtioui (4t)                             |
| 2016      | 3r                       | Soufiane Haddi (3r)                            |
| 2017      | 12è                      | Maher Hasnaoui (22è)                           |

UCI Amèrica Tour
| Temporada | Classificació per equips | Millor ciclista en la classificació individual |
| --------- | ------------------------ | ---------------------------------------------- |
| 2016      | 42è                      | Francisco Mancebo (306è)                       |

UCI Àsia Tour
| Temporada | Classificació per equips | Millor ciclista en la classificació individual |
| --------- | ------------------------ | ---------------------------------------------- |
| 2014      | 7è                       | Alexandru Pliușchin (24è)                      |
| 2015      | 2n                       | Andrea Palini (3r)                             |
| 2016      | 11è                      | Francisco Mancebo (32è)                        |
| 2017      | 40è                      | Adil Jelloul (49è)                             |

UCI Europa Tour
| Temporada | Classificació per equips | Millor ciclista en la classificació individual |
| --------- | ------------------------ | ---------------------------------------------- |
| 2015      | 97è                      | Francisco Mancebo (412è)                       |
| 2016      | 105è                     | Edgar Pinto (500è)                             |